# Malaia crassipes
Malaia crassipes är en skalbaggsart som beskrevs av Ohaus 1924. Malaia crassipes ingår i släktet Malaia och familjen Rutelidae. Inga underarter finns listade i Catalogue of Life.